# Tyler Armstrong
Tyler Armstrong (Yorba Linda, 22 januari 2004) is een Amerikaanse bergbeklimmer, die als negenjarige de jongste persoon werd die de berg Aconcagua in Argentinië heeft beklommen.

## Carrière als bergbeklimmer

### Begin
Armstrong begon zijn carrière als bergbeklimmer als 6-jarige, nadat hij een documentaire had gezien over het beklimmen van bergen. Nadat hij had ontdekt dat de jongste persoon die ooit Mount Whitney had beklommen 9 jaar oud was, begon hij elke dag te trainen en als snel beklom hij zijn eerste bergen.
Armstrong heeft geklommen op ijs, in de sneeuw, regen en hitte. Hij heeft om leren gaan met hoogteziekte en het klimmen in het donker. Hij draagt het grootste gedeelte van zijn bagage zelf, zoals stokken, water, voedsel en kleren. Zijn dagelijkse training bestaat uit 7,5 km per dag rennen in de heuvels en een uur lopen op zijn loopband. Daarnaast beklimt hij elke maand met zijn vader een berg.

### Expedities

#### Mount Whitney (26 juli 2011) – 4421 meter
Na maandenlang te hebben getraind, beklom Armstrong Mount Whitney (Californië) in één dag op 26 juli 2011. Als zevenjarige wordt hij gezien als de jongste die ooit deze berg heeft beklommen. Nadat hij was gestart in het basiskamp, duurde het 7 uur en 50 minuten om boven te komen, na 17,5 km te hebben gelopen, waarbij hij meer dan 2 km omhoog is gegaan.

#### Kilimanjaro (1 juli 2012) – 5892 meter
Hoewel de berg Kilimanjaro een minimumleeftijdsgrens had van 10 jaar, kreeg Armstrong een speciale vergunning om de berg te beklimmen. Hij nam hierbij de Lemosho Route, en had 8 dagen nodig om de berg te beklimmen, en weer terug te keren. In deze 8 dagen legde hij een afstand af van 90 kilometer, waarbij hij meer dan 3 km moest klimmen. Op 1 juli 2011, met een leeftijd van 8 jaar, werd Armstrong de op een na jongste ooit die de berg beklommen heeft.

#### Mount Baldy (17 augustus 2013) – 3069 meter
Nadat Armstrong de Kilimanjaro had beklommen, ging hij op zoek naar een nieuwe uitdaging, die hij vond in Argentinië. De Aconcagua was zijn nieuwe doel en daarbij wilde hij de jongste zijn die hem ooit had beklommen. Als training beklom hij de Californische berg Mount San Antonio, gewoonlijk Mount Baldy genoemd, op 17 augustus 2013, als onderdeel van de 5e jaarlijkse klim voor de stichting Cure Duchenne.

#### Aconcagua (24 december 2013) – 6962 meter
Na maanden van voorbereiding was Armstrong klaar voor zijn reis naar Argentinië. Op 7 december verliet hij de Verenigde Staten. Zijn eerste dagen in Argentinië werden gebruikt om een speciale vergunning te krijgen, omdat de minimumleeftijd voor het beklimmen van bergen in Argentinië 14 jaar is. Nadat hij de vergunning had gekregen, begon Tyler met zijn beklimming op 15 december, waarbij hij de Polish Glacier Traverse Route nam. Op 24 december 2013, werd Tyler de jongste ooit die Aconcagua beklom, nadat hij de top had bereikt. Vanwege zijn leeftijd haalde hij het nieuws over de hele wereld.

### Beklommen bergen
Tyler Armstrong heeft de volgende bergen beklommen:
- Mount Lowe (1708 meter)
- Mount Wilson (1741 meter)
- Mount Baldy (3069 meter)
- Mount San Jocinto (3302 meter)
- Mount San Gorgonio (3506 meter)
- Mount Whitney (4421 meter)
- Iron Mountain (2441 meter)
- Kilimanjaro (5892 meter)
- Aconcagua (6692 meter)

### Records
Armstrong heeft de volgende records gebroken:
- 26 juli 2011 – Jongste persoon, 7 jaar, die Mount Whitney beklom in 1 dag.
- 1 juli 2012 – Op een na jongste persoon, 8 jaar, die Kilimanjaro beklom.
- 24 december 2013 – Jongste persoon, 9 jaar, die Aconcagua beklom.

### Erkenning
Armstrong is erkend voor zijn beklimmingen door:
- 17 juli 2012 – Certificate of Recognition van de Yorba Linda City Council voor het beklimmen van Kilimanjaro.
- 14 januari 2014 – Certificate of Congressional Recognition voor het beklimmen van Aconcagua.
- 4 februari 2014 – Certificate of Recognition door de Yorba Linda City Council voor het beklimmen van Aconcagua.

### Cure Duchenne
Nadat Armstrong bevriend was geraakt met een aantal jongens met Duchennedystrofie, heeft hij zich als doel gesteld om mee te helpen bij genezen van deze ziekte. Door bergen te beklimmen hoopt hij geld in te kunnen zamelen en de ziekte bekend te maken bij anderen.

## Persoonlijk
In zijn vrije tijd speelt Armstrong gitaar en voetbal en is hij lid van de scouting.